# Misumena bipunctata
Misumena bipunctata là một loài nhện trong họ Thomisidae.
Loài này thuộc chi Misumena. Misumena bipunctata được William Joseph Rainbow miêu tả năm 1898.